# Paželv

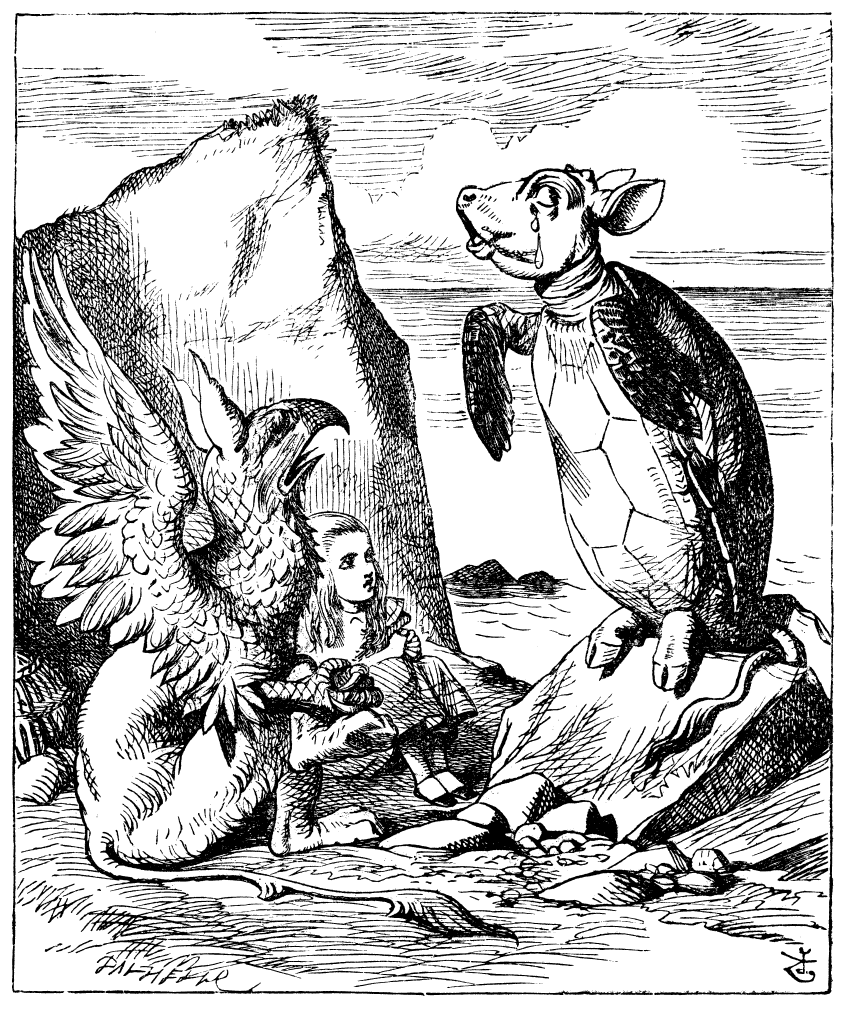
Paželv (vpravo) na ilustraci Johna Tenniela

Paželv (v originále Mock Turtle – nepravá nebo také posměvačná želva, v překladu Jaroslava Císaře Falešná želva) je fiktivní bytost v knize Lewise Carrolla Alenka v říši divů. 

## Výklad pojmu
Jeho jméno je slovní hříčkou na jméno oblíbeného viktoriánského pokrmu, nepravé želví polévky – mock turtle soup; protože pravá želví polévka se dělá z masa pravých želv, musí se nepravá želví polévka dělat z masa nepravých želv. V tomto duchu je Paželv i vyobrazen na klasických ilustracích Johna Tenniela – je to jakýsi kříženec mezi želvou a skotem, protože jako náhrada želvího masa se zpravidla používá hovězí. 
Je to smutný tvor, který kdysi byl skutečnou želvou. K Alence ho dovede jeho přítel Gryfon, vypráví jí o „podmořní“ škole, kde se učili řadu podivných předmětů – čpění, spaní, motyku, mysterii, mořepis, krášlení, lisování a natahování, břečtinu a látatinu (v překladu Jaroslava Císaře). Alenka tento školní systém nechápe a označuje ho za nesmyslný, stejně tak ale Paželv označuje za nesmyslný a podivný „běžný“ školní systém, který mu popisuje Alenka. 
Poté jí spolu s Gryfonem předvádějí podivný tanec a píseň, nazvanou Humří čtverylka. Alenka jim poté vypráví svůj příběh a recituje básně, ale plete si slova, pročež se jí Gryfon i Paželv posmívají. Úplně nakonec kapitoly zpívá Paželv smutnou oslavnou píseň na želví polévku a Alenka od něj odchází, dále už se Paželv v knize neobjevuje.
Jeho jazyk je plný půvabných neologismů, zkomolenin a slovních hříček, typickou vlastností je pro něj „vyhlazování“ jazykových nedostatků a nepravidelností („Proč podmořní - říká se podmořská,“ řekla Alenka. „Může se říkat podmořní, když se může říkat námořní!“ – z překladu Jaroslava Císaře). K Alence se ale chová značně hněvivě a cholericky.